# William Alexander Gambling
William Alexander „Alec“ Gambling (* 11. Oktober 1926; † 9. Januar 2021 in Spanien) war ein britischer Elektrotechniker und Physiker und Pionier der Glasfaseroptik in Großbritannien.

## Leben und Werk
Gambling war 1950 bis 1955 Lecturer in Elektrotechnik an der University of Liverpool. 1955 bis 1957 war er Gastwissenschaftler an der University of British Columbia. Danach war er an der University of Southampton als Lecturer und ab 1964 als Professor für Elektronik. Dort gründete er schon 1966 eine Forschungsgruppe für Glasfaseroptik (Glas Fiber Optics), die er zu internationalem Ansehen führte. 1974 bis 1979 war er Vorstand seiner Fakultät. 1972 bis 1975 war er Dekan für Ingenieurwesen und Angewandte Wissenschaften der Universität. Ab 1980 war er dort bis 1995 British Telecom Professor für Optische Kommunikation. 1989 gründete er als Gemeinschaftsgründung der Universität London und Southampton das Optoelectronics Research Center (ORC) und war dessen erster Direktor bis 1995. Mitte der 1990er Jahre baute er als Gastprofessor (Royal Society Kan Tong Po Professor) der City University of Hong Kong dort ebenfalls ein optoelektronisches Forschungszentrum auf.
Er war unter anderem Gastprofessor an der University of Colorado (1966/67), am Bhabha Atomforschungszentrum in Indien (1970), an der Universität Osaka (1977), der Universität Kapstadt (1979). Er hatte mehrere Ehrenprofessuren in China.
Mitte der 1970er Jahre entwickelte er neue Techniken für Glasfasern mit geringen Verlusten.
An seinem Institut wurden Optische Verstärker mit Erbium-dotierten Glasfasern (EDFA) Ende der 1980er Jahre entwickelt, die die optische Informationsübertragung über weite Entfernung revolutionierten.
2002 bis 2007 war er Forschungsdirektor von Optoelectronics LTK Industries in Hong Kong. 1978 war er Präsident der IRE (Institution of Electronic and Radio Engineers). Er ist Fellow der Hong Kong Academy of Engineering Sciences, deren Vizepräsident er 2004 bis 2008 war.
Er war Fellow der Royal Society und der Royal Academy of Engineering. Er war auswärtiges Mitglied der Polnischen Akademie der Wissenschaften. 1987 wurde er Freeman der City of London. Er war mehrfacher Ehrendoktor (Polytechnische Universität Madrid, Aston University, University of Southampton, University of Bristol).
1990 erhielt er den Dennis Gabor Award, 1981 den Oliver Lodge Preis der IEE und den Heinrich Hertz Preis der IERE, 1983 die Faraday-Medaille (IEE), 1984 die Churchill Medal, 1991 den Rank Prize und 1982 die J. J. Thomson Medal.
Er starb am 9. Januar 2021 im Alter von 94 Jahren in Spanien.